# Niederländisch (Name)
Niederländisch hat im Laufe der Jahrhunderte unterschiedliche Bedeutungen und Namen gehabt. 

## Vorbemerkung zu Rechtschreibung und Varianten
Die niederländischen Adjektive mit „-sch“ am Ende („Nederlandsch“, „Duitsch“ usw.) sind in der Schreibweise, die in den Niederlanden bis 1947 gültig war. Das „sch“ wurde ab dem Neuniederländischen als „s“ ausgesprochen, das „ch“ stand dort nur noch aus Tradition. Dieses „sch“ geht zurück auf ein frühmittelniederländisches „sc“, das wohl „sk“ ausgesprochen wurde.
Das „ui“ in „Duits“ wurde in früheren Jahrhunderten auch „uy“ geschrieben. Es geht zurück auf ein mittelniederländisches „uu“, das in etwa wie das deutsche lange „ü“ ausgesprochen wurde. „ie“ statt „uu“ ist eine südwestliche Dialektvariante.
Dies erklärt, warum es in der Literatur zu diesem Thema neben „Duits“ auch die Formen „Duitsch“, „Duytsch“, „Duutsch“, „Duutsc“, „Dietsch“ und „Dietsc“ geben kann.

## *þeudiskundtheodiscus
Die Franken nannten ihre Sprache anfangs „frenkisk“ und die romanische Sprachen wurden gemeinsam als „*walhisk“ bezeichnet. Daneben gab es für den Gegensatz zwischen Latein und Volkssprache das Wort „*þeudisk“, das aber vom Anfang (786) bis im Jahr 1000 nur in der mittellateinischen Form „theodiscus“ überliefert wurde. Der Ursprung dieses Wortes liegt, wegen Ähnlichkeiten in Lautform, mit großer Wahrscheinlichkeit im westfränkischen (bzw. altniederländischen) Gebiet des Fränkischen Reichs. Als, im Verlauf des Frühmittelalters, im zweisprachigen Westfrankenreich der politische und der sprachliche Begriff „fränkisch“ sich nicht mehr deckten, weil auch die romanischsprachige Bevölkerung sich als „fränkisch“ (vgl. neufranzösisch: français) bezeichnete, setzte sich hier das Wort „*þeudisk“ für den sprachlichen Gegensatz zu „*walhisk“ durch und fand ein Bedeutungswandel statt, wobei die Bedeutung sich von „Volkssprache“ in „germanisch statt romanisch“ änderte.
Das Adjektiv *þeudisk ist abgeleitet von einem germanischen Substantiv *þeudô-, das „Volk“ bedeutet.
*þeudisk bedeutet also „Volks-“ wie in „Volkssprache“. Das althochdeutsche diu diutisca zunga und das lateinische theodisca lingua bedeuten nicht „deutsche Sprache“, sondern „Volkssprache“, dies im Gegensatz zur Sprache der Gelehrten, dem Lateinischen. *þeudisk bedeutete also nicht nur „Niederländisch“ – es hatte eine sehr weit gefasste (und vage) Bedeutung.
Hinweise:
- Das þ wird aus technischen Gründen auch als th wiedergegeben. Es wird ungefähr ausgesprochen wie das englische th. Siehe auch: Þ.
- Das eu in *þeudisk war ein Diphthong und wurde ungefähr „e-u“ ausgesprochen (nicht „oi“).

### Lateinische Alternativen
Während der Renaissance nannten die niederländischen Humanisten das Niederländische meistens lingua belgica (belgische Sprache). Auch teutonicus und germanicus wurden verwendet, doch oft in einem poetischen oder breiten Sinn, wobei auch die Dialekte des Deutschen und Friesischen manchmal eingeschlossen waren.

### Þeudiskin der Volkssprache
Im Niederländischen entstanden aus dem alten *þeudisk oder aus dem lateinischen theodiscus die mittelniederländischen Varianten duutsc und dietsc. Dietsc ist die westliche Form und duutsc die östliche und nordöstliche. Im Rheinland benutzte man die Form diutesch, im Mittelniederdeutschen dudesch.
Das altfranzösische Thiois ist ebenfalls eine Fortsetzung von *þeudisk. Thiois nannte man die germanischsprachigen Einwohner von Flandern, Brabant und Limburg, und manchmal auch die von Holland und Zeeland.
Die Namen dietsc und duutsc sollte aber nicht mit „Deutsch“, sondern „Kontinentalwestgermanisch“ oder „Niederländisch“ übersetzt werden. Das heißt, sie bezogen sich auf das Niederländische und wurden benutzt als Abgrenzung der eigenen Sprache gegenüber dem Französischen. Außer einigen Mitgliedern des Klerus, wird aber angenommen, dass es in dieser Zeit nur ein Regionalbewusstsein gab in den Niederlanden und keine Ahnung der größeren sprachlichen Beziehungen der Volkssprache im kontinentalgermanischen Kontext.
Es ist versucht worden nachzuweisen, dass im Mittelniederländischen ein Bedeutungsunterschied existierte zwischen dietsc und duutsc. Dabei, so hieß es, beziehe sich dietsc auf das Niederländische und duutsc auf Hochdeutsch und Niederdeutsch. Diese Auffassung hat sich allerdings nicht allgemein durchsetzen können.
Dietsc und teutonicus verschwanden in der Grafschaft Flandern im Lauf des 13. Jahrhunderts. In Flandern wurde die eigene Sprache nun vlaamsch (Flämisch) genannt. In französischen Texten aus Brabant findet man noch thiois, in französischen Texten aus Flandern hingegen flamenc (im modernen Französisch flamand). Der neue Name für die Sprache in Flandern hängt gewiss mit dem Wohlstand und dem Selbstbewusstsein der flämischen Städte im 13. und 14. Jahrhundert zusammen (besonders Brugge, Gent und Ypern).
In den übrigen Teilen der Niederlande wurde dietsc länger verwendet. Doch gegen Ende des 15. Jahrhunderts wird dietsch durch duitsch als Name der Volkssprache verdrängt.
Dieses duitsch ist die normale Fortsetzung des mittelniederländischen Wortes duutsc. Das ui oder uy ist (zumindest in späterer Zeit) ein Diphthong, der in etwa „öj“ ausgesprochen wird.
Der englische Begriff Dutch für „niederländisch“ stammt von „Duutsch“ oder „Duutsc“.

## Nederlands(Niederländisch)
Am Ende des 15. Jahrhunderts erschien der Begriff Nederlands (Niederländisch) als Name für die Volkssprache der damaligen Niederlande und des heutigen Norddeutschland. Hervorgehoben wurde dabei die Unterscheidung zwischen nederlantsch und overlantsch (im damaligen Deutsch niderlendisch und oberlendisch). Ursprünglich hatte Nederlands also die Bedeutung „Niederländisch oder Niederdeutsch“.
Der älteste schriftliche Text, in dem von Nederlands die Rede ist, ist eine Inkunabel aus Gouda aus dem Jahre 1482 („Drie blinde danssen“):
„also wel … overlantsche als nederlantsche tale ende sprake“.
Ein anderes Beispiel ist eine Übersetzung des „Narrenschiffs“ aus Lübeck aus dem Jahre 1519:
„uth dem hochdutzschen in sassche efte nederlendesche sprake“ (wörtlich: aus dem Hochdeutschen in sächsische oder niederländische Sprache).
Die neue Unterscheidung zwischen overlantsch und nederlantsch hing mit der Erfindung des Buchdrucks zusammen. Die Drucker mussten aus wirtschaftlichen Gründen eine Sprache verwenden, die durch so viele Leute wie möglich verstanden wurde. Dadurch wurde man sich der sprachlichen Unterschiede zwischen dem Norden und dem Süden des niederländisch-deutschen Sprachgebietes bewusst.
Im 15. Jahrhundert veränderte sich die Bedeutung des Ländernamens Niderlant und Nederland.
Der Begriff umfasste nun ein Gebiet, das von Flandern und Brabant bis nach Kleve und Wesel reichte.
Dass Niderlant und Nederland nun eine genauere Bedeutung bekamen, hatte wahrscheinlich auch zu tun mit der politischen Vereinigung der Gebiete im heutigen Belgien und in den heutigen Niederlanden. Diese Gebiete waren erst unter burgundischer Herrschaft (Burgundischer Reichskreis) und später unter Habsburger Herrschaft vereinigt. Diese Gebiete waren also schon vor der offiziellen Unabhängigkeit (Friede von Münster, 1648) eine Art Einheit. Diese Einheit wurde oft Niderlant oder Nyderlande genannt (die Schreibweise ist hier etwas zufällig). Kaiser Maximilian nannte seine niederländischen Gebiete in seinen Briefen Nyderlande oder noz pays d’embas. Auch die Kanzlei von Karl V. benutzte 1515 den Ausdruck deze onze Nederlanden. Der französische Name war pays-bas oder pays d’embas.
Die Beliebtheit der Namen Nederlands und Nederlanden hing wahrscheinlich auch mit dem Unabhängigkeitskampf im Achtzigjährigen Krieg gegen Spanien zusammen. Dieses Ereignis machte die Bevölkerung der Habsburgischen Niederlande einmalig und das förderte eine eigene und genaue Benennung.
Auch im Ausland wurden die (damaligen) Niederlande immer häufiger als zusammenhängende Einheit gesehen. In Italien wurden seit ungefähr 1550 die niederländischen Untertanen des spanischen Königs mit Namen benannt, die keinen Bezug mehr hatten auf eine bestimmte niederländische oder belgische Gegend. Man benutzte die Begriffe fiamminghi, flandri oder Belgae auch wenn man damit keine Flamen meinte.

## Nederduits, Nederduyts
In der Mitte des 16. Jahrhunderts erschien der Name Nederduits (wörtlich Niederdeutsch, aber zu übersetzen als Niederländisch). Während man in Norddeutschland die eigene Sprache noch sassisch oder nederlendisch nannte, benutzte man in den Niederlanden als Namen für die eigene Sprache immer häufiger den Begriff Nederduits. Der Ursprung wird gefunden in den lateinischen Ausdrücken Inferior Almania und Germania inferior. In lateinischen Texten aus dem 16. Jahrhundert findet man diese Wörter als Namen für die Niederlande und später wurde Nederduyts (als Lehnübersetzung aus dem Lateinischen) zum Adjektiv der Begriffe Niederlande, Niederländisch und Niederländer.
Der früheste Beleg für Nederduits stammt aus dem Jahre 1551. Es ist ein Liederbuch von Tielman Susato, Antwerpen 1551, „Het ierste musyck boexken mit vier partyen“:
„liedekens in onser nederduytscher talen“
In der zweiten Hälfte des 16. Jahrhunderts wurden also drei Namen parallel gebraucht:
- Duits
- Nederduits
- Nederlands

In der Mitte des 17. Jahrhunderts nahm der Gebrauch des Namens Nederlands ab, während der Begriff Nederduits häufiger verwendet wurde. Dies hatte folgende Gründe:
- die Synode von Dordrecht führt den Namen Nederduits Hervormde Kerk ein
- in der Volkssprache lebte der Begriff Duits für die eigene Sprache weiter; der Begriff Nederduits machte da einen klareren Unterschied gegenüber dem Hochdeutschen (Hoogduits)
- führende Grammatiker (wie Moonen, Huydecooper und ten Kate) benutzten ausschließlich den Namen Nederduits[3]

### Nederduitsheute
Heute umfasst der Begriff Nederduits (Niederdeutsch) in sprachwissenschaftlichen Texten die Dialekte von Norddeutschland. Es hat also die gleiche Bedeutung wie der englische Ausdruck Low German. Hier fungiert die Staatsgrenze als Sprachgrenze, obwohl die niederländisch-niederdeutsche Sprachgrenze recht vage ist. Dort gibt es ein Dialektkontinuum.

## 19. Jahrhundert

### In den Niederlanden
Die niederländische Verfassung von 1815 nennt das Land Koninkrijk der Nederlanden. In der modernen Sprache hat sich der Singular Nederland durchgesetzt. Der offizielle Name des Landes, Nederlanden, hat auch den Sprachennamen Nederlands gefördert. Ein anderer Faktor wird wohl die deutsche Sprachwissenschaft des 19. Jahrhunderts gewesen sein, die den Begriff Niederdeutsch auf die norddeutschen Dialekte anwandte. Der Begriff Nederduits war also ungenau und zweideutig geworden. Wenn man nun Nederlands statt Nederduits verwendete, machte man deutlich, was gemeint war.

### In Belgien
In Belgien wurde der Begriff Nederduits noch viel länger verwendet als in den Niederlanden. In Belgien wurde noch am Anfang des 20. Jahrhunderts eine Nederduitsche Bloemlezing („Niederländische Anthologie“) als Schulbuch eingesetzt. Nederlands als Name für die Niederländische Sprache wurde dort durch die Flämische Bewegung und durch einige Intellektuelle propagiert. In der Volkssprache sagte (und sagt) man hingegen Vlaams (Flämisch).

## Vlaams(Flämisch)

### In den romanischen Sprachen
Das französische Wort flamenc (heute flamand) bezog sich ursprünglich auf das Gebiet Flandern. Am Ende des 15. Jahrhunderts bekam es eine erweiterte Bedeutung. Flamenc bezog sich dann auch auf die Sprache von Brabant und schließlich auf das Niederländische insgesamt. Auch in der südniederländischen Volkssprache setzte sich Vlaams durch.
So erschien um 1500 in Antwerpen ein Buch mit dem Titel:
„Vocabulair pour apprendre Romain et flameng. Vocabulaer om te leerne Walsch ende Vlaemsch“ (wörtlich: Vokabular um Romanisch/Wälsch und Flämisch zu lernen)
Der französische Name hat auch auf die anderen romanischen Sprachen Einfluss ausgeübt. So sagte man im 16. Jahrhundert in Spanien Flandes („Niederlande“) und flamenco („Niederländisch“). In Italien sagte man in der Zeit Fiandra („Niederlande“) und fiammingo („Niederländisch“). Die Einwohner der Niederlande wurden dort fiamminghi oder Belgae genannt. Dies galt nicht nur für die Einwohner der Grafschaft Flandern, sondern auch für die Einwohner der übrigen Niederlande, auch für Wallonen.

### In Belgien
In den Spanischen und Österreichischen Niederlanden (dem späteren Belgien) wurde – vor allem unter französischem Einfluss – Vlaams der vierte Name der niederländischen Sprache (neben Duits, Nederduits und Nederlands). Später wurde Vlaams auch ein topographischer Begriff, nämlich der Name des niederländischsprachigen Teils der Österreichischen Niederlande. Im Königreich Belgien (ab 1830) wurden Vlaams und flamand die üblichen Namen für das Niederländische.
Siehe auch: Belgisches Niederländisch

## Hollands(Holländisch)
In der Mitte des 17. Jahrhunderts tauchten Begriffe wie Hollandtsch (1650) und hollandtsche taal (1647) auf. Die holländischen Dialekte haben bei der Entstehung des modernen Niederländisch eine zentrale Rolle gespielt. Darum wurde der holländische Dialekt oft mit dem Niederländischen gleichgesetzt und die Niederlande oft Holland genannt, besonders im Ausland und in der gesprochenen Sprache. In der geschriebenen Sprache unterscheidet man sehr wohl zwischen holländisch und niederländisch.
Die Begriffe Vlaams und Hollands als Namen für das Niederländische haben im Ausland dann auch öfters für Verwirrung gesorgt, sogar bei Sprachwissenschaftlern.